# 登城节

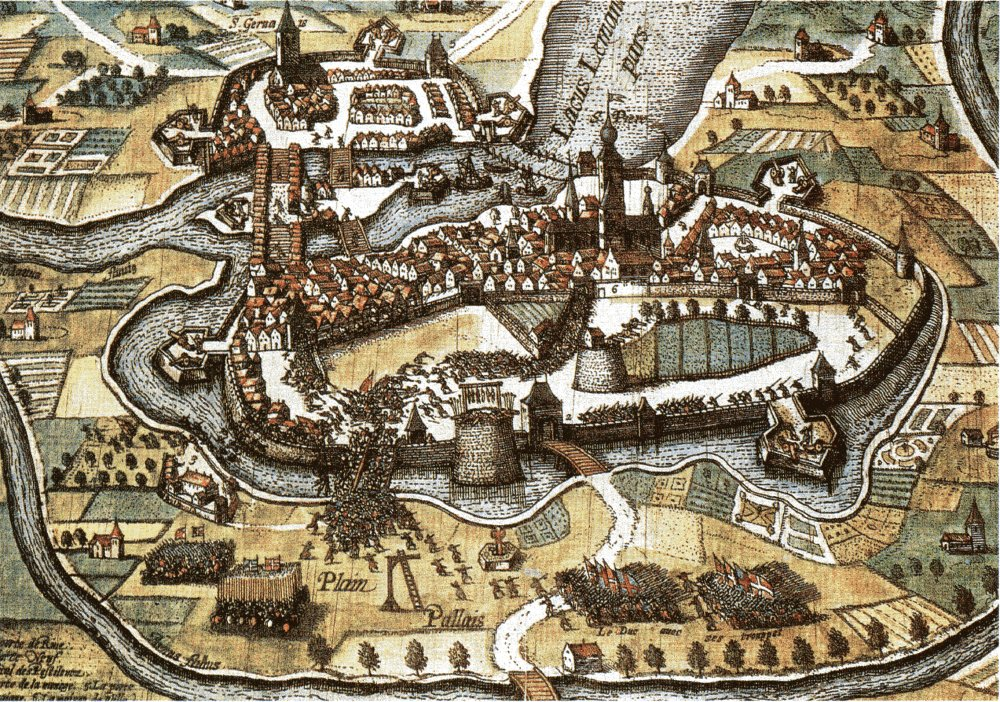
登城之战

登城节（法語：L'Escalade）是瑞士日内瓦的节日，庆祝的日期是每年12月11日夜到12月12日。这一节日是为了铭记1602年同一日期（但当时日内瓦仍使用儒略历）发生的“登城事件”。日内瓦人民在这一天击败了前来偷袭的萨伏依公爵卡洛·埃曼努埃莱一世（意大利语：Carlo Emanuele I di Savoia）的军队，维持了当时还是共和国的日内瓦的独立地位。

## 历史背景
多年以来，萨伏依王朝的公爵们一直觊觎富庶的日内瓦共和国。卡洛·埃曼努埃莱一世于1580年即位后，立志将日内瓦变成萨伏依在阿尔卑斯山以北的首都。他的计划也得到了反对加尔文主义的教宗克雷芒八世的支持。但这引起了法国国王亨利四世的不满，他也派了少量部队在附近驻防。

## 经过
在几次失败的进攻尝试之后，1602年，卡洛·埃曼努埃莱一世决定孤注一掷。他集合了一支约两千人的雇佣军，军队主要由他的姐夫，西班牙国王腓力三世援助的西班牙士兵组成。因为在卡洛·埃曼努埃尔一世看来，萨伏依人与日内瓦联系过多，并不可靠。进攻的日期最终确定在儒略历12月11日夜到12月12日凌晨之间。这一夜接近冬至，寒冷、漫长而且无月。公爵认为日内瓦的守兵一定在屋中取暖而疏于防备。

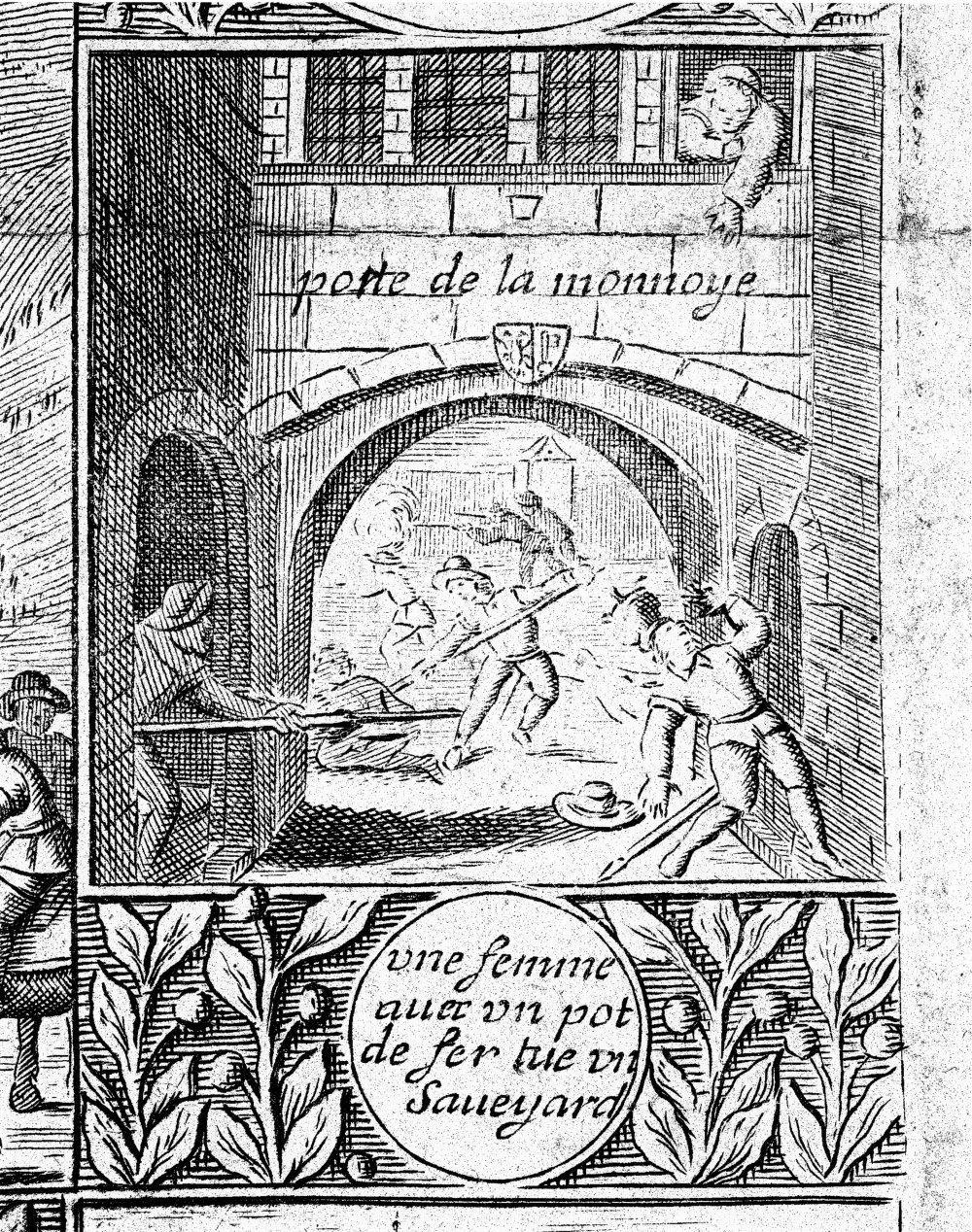
一名妇女用铁锅砸死萨伏依士兵（皮刻画，François Diodati，约1667年作，局部）

12日凌晨2时，这两千名士兵沿阿尔沃河前进，在日内瓦城南的空地“Plainpalais”集结。他们的计划是派突击队打开日内瓦城门，然后一举攻入。计划进展顺利，先锋成功登上城墙，打开无人看守的造币厂门（la porte de la Monnaie）。很快二百多名士兵蜂拥而入。头领阿尔比尼（D'Albigny）甚至命人给公爵送信说日内瓦已经拿下（« C'est fait »），消息迅即传遍欧洲。
日内瓦的两名哨兵听到声音，来到城门附近的城墙上查看，发现敌人已经近在眼前。在被杀之前，一名哨兵打响了火枪。2点30分，城内圣皮埃尔大教堂的钟声响起，继而全城教堂的钟声警报大作。从睡梦中惊醒的市民们，包括妇女，很多还身着睡衣，便与民兵一起投入战斗。此时，如果能打开新城门（porte de Neuve），萨伏依军队仍有胜机。然而危急时刻，一位洛林人伊萨克·梅西耶（Isaac Mercier）降下了铁栅门，将大部分敌人挡在城门之外。进入内城的敌人大都阵亡，个别俘虏也在第二天被处决。67个头颅在城墙上一直示众到第二年七月。日内瓦则有18名市民战死。萨伏依的剩余士兵逃回公国，面见公爵。占领日内瓦的企图也彻底失败。
传说法王亨利四世得到日内瓦被攻占的消息之后，喃喃低语：“萨瓦人占领了日内瓦，他们不会呆长。”翌日，国王收到了第二条消息，他的笑声在卢浮宫的长廊里回荡良久。
经过此次失败，卡洛·埃曼努埃莱一世被迫接受与日内瓦保持长久和平，并于1603年7月12日签订《圣朱利安条约》（traité de Saint-Julien)。

## 节庆活动

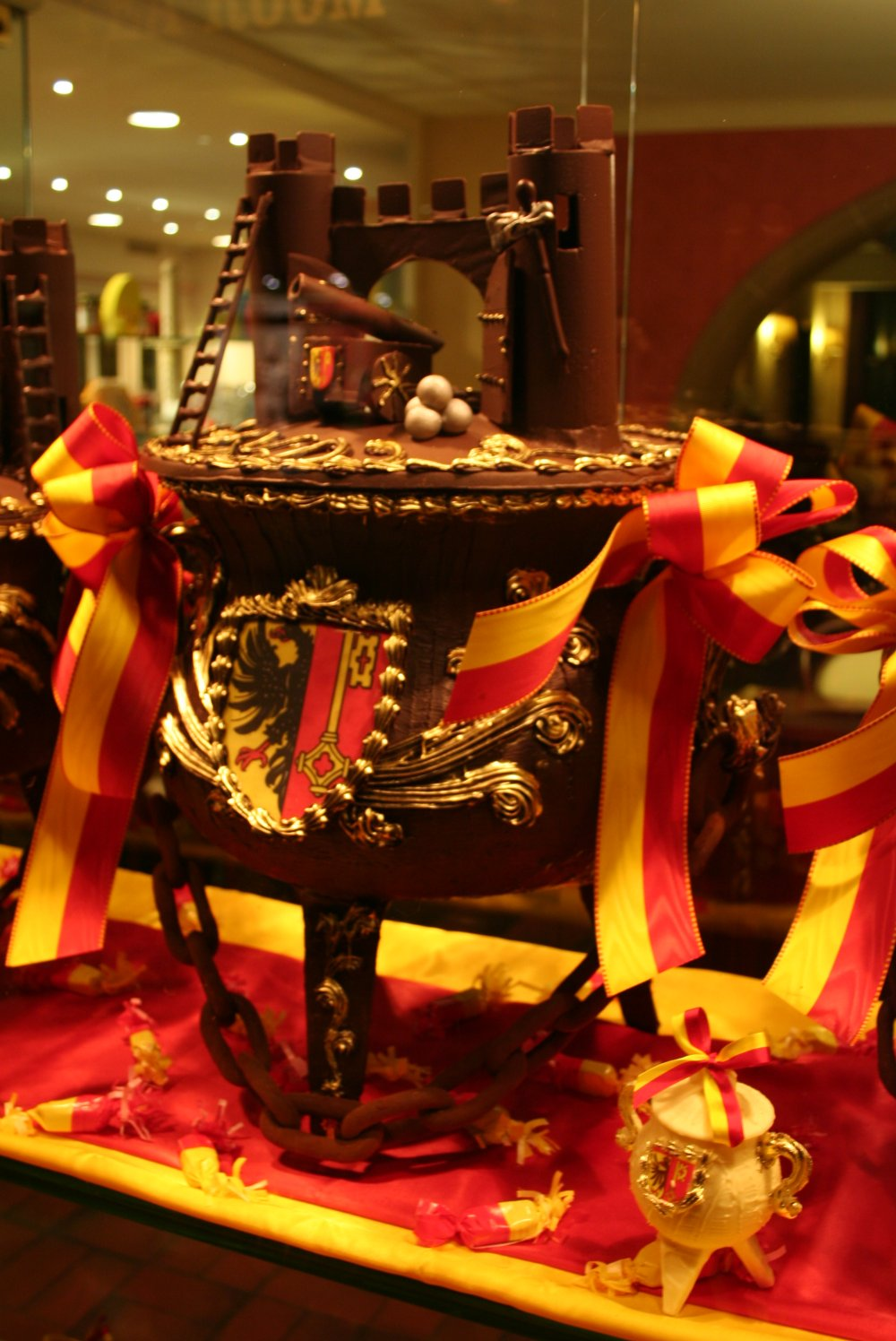
登城节巧克力锅

登城节是日内瓦州最重要的节日之一。节日庆典定在每年的12月12日，官方的庆祝仪式则在距此日最近的周末举行。庆典期间，篝火在圣皮埃尔大教堂门前的广场点燃，从前日内瓦共和国的国歌同时响起。在老城，人们还会穿著当时的服饰游行。
登城节最著名的标志是当夜一位人称罗尧姆大妈（Mère Royaume）的妇女从窗户掷下杀敌的装满热汤的铁锅。后来人们用巧克力制作的锅作为纪念。节日前后，这种巧克力锅在全城的超市或食品店均可买到。食用前，人们将巧克力锅装满糖果，高喊“共和国的敌人完蛋了！（Ainsi périrent les ennemis de la République!）”随后由最年长者协助最年少者将锅敲碎。